# Eudromiella bicolorata
Eudromiella bicolorata är en kackerlacksart som beskrevs av Morgan Hebard 1920. Eudromiella bicolorata ingår i släktet Eudromiella och familjen småkackerlackor.
Artens utbredningsområde är Panama. Inga underarter finns listade i Catalogue of Life.